# Willem Letemahulu
Willem Letemahulu est un footballeur néerlandais né le 7 mai 1957 à Well aux Pays-Bas. Il évoluait au poste d'attaquant.

## Biographie
Il commence sa carrière au JVC Cuijk et rejoint le NEC Nimègue en 1977. Il n'y reste qu'une seule saison car à l'été 1978, il s'engage avec le Stade brestois qui évolue en D2. À l'issue de la saison 1978-1979, Brest monte en Division 1 mais s'incline en finale du match des champions contre Gueugnon pour l'obtention du titre de champion de D2.
Brest ne s'éternise pas en D1 puis le club termine bon dernier. Malgré la relégation, Letemahulu reste à Brest. La saison 1980-1981 est un succès pour les Bretons puisqu'ils remontent aussitôt en D1 et gagne la finale du championnat de France de D2 contre Montpellier. À l'été 1981, Letemahulu quitte Brest pour rejoindre les rangs de Guingamp, qui évolue en D2. Avec l'EAG, il termine 9e de D2 en 1981-82 puis 8e en 1982-83. 
Il rejoint alors les rangs du FC Valence qui évolue en D3. Placé dans le groupe Sud, le FC Valence termine deuxième de son groupe derrière la réserve de l'OGC Nice. Les équipes réserves ne pouvant évoluer en D2, le FC Valence est promu à ce niveau. Le FC Valence ne reste qu'une saison en D2 puisque le club termine 18e et dernier du groupe B.  
Il quitte alors le club de Valence et s'engage avec le FC Lorient, tout juste promu en D2. Le club lorientais ne parvient pas à assurer son maintien en D2 et est relégué en D3. Il quitte alors la France et retourne jouer aux Pays-Bas avec le RKC Waalwijk. Le RCK évolue en D2 et termine 4e du championnat. Il met un terme à sa carrière à l'issue de la saison. 

## Vie privée
Son fils, Marinho Letemahulu, a porté une centaine de fois le maillot de la sélection néerlandaise de futsal. 

## Palmarès
- Champion de France de D2 en 1981 avec le Stade brestois

## Statistiques
| Saison      | Club                  | Pays   | Championnat | Championnat | Championnat | Championnat  | Championnat  | Coupe de France | Coupe de France |
| Saison      | Club                  | Pays   | Division    | Matchs      | Buts        | Cartons      | Cartons      | Matchs          | Buts            |
| ----------- | --------------------- | ------ | ----------- | ----------- | ----------- | ------------ | ------------ | --------------- | --------------- |
| Saison      | Club                  | Pays   | Division    | Matchs      | Buts        | Carton jaune | Carton rouge | Matchs          | Buts            |
| 1978 - 1979 | Stade brestois        | France | Division 2  | 32          | 13          | -            | -            | -               | -               |
| 1979 - 1980 | Stade brestois        | France | Division 1  | 25          | 4           | 1            | 0            | -               | -               |
| 1980 - 1981 | Stade brestois        | France | Division 2  | 12          | 1           | -            | -            | -               | -               |
| 1981 - 1982 | En Avant de Guingamp  | France | Division 2  | 21          | 7           | -            | -            | -               | -               |
| 1982 - 1983 | En Avant de Guingamp  | France | Division 2  | 28          | 8           | -            | -            | -               | -               |
| 1983 - 1984 | FC Valence            | France | Division 3  | -           | -           | -            | -            | -               | -               |
| 1984 - 1985 | FC Valence            | France | Division 2  | 20          | 1           | -            | -            | -               | -               |
| 1985 - 1986 | Football Club Lorient | France | Division 2  | 28          | 7           | -            | -            | -               | -               |